# Calumma
Calumma ist eine Gattung der Chamäleons. Alle Arten dieser Gattung sind auf Madagaskar endemisch.

## Erscheinung
Die Gattung Calumma umfasst kleine bis große Chamäleons. Diese Tiere haben eine ausgeprägte Färbung und die Fähigkeit zu deutlichen Farbveränderungen. Bei Calumma tritt Sexualdimorphismus auf: Männchen haben deutlich ausgeprägte Strukturen am Kopf, die bei den Weibchen fehlen oder zumindest weniger deutlich ausgeprägt sind. Dies sind zum Beispiel Nasenfortsätze, helmartige Strukturen sowie Hinterhauptslappen. Letzteres sind hautige, abspreizbare Auswüchse an der Schädelseite. Männliche Calumma werden auch größer als weibliche Artgenossen, des Weiteren haben sie einen im Vergleich zum Weibchen längeren Schwanz mit einer verdickten Basis.
Äußerlich ist diese Gattung schwer von Furcifer zu unterscheiden. So sind bei vielen Calumma Hinterhauptslappen vorhanden, bei Furcifer nicht. Auch findet sich bei Calumma auf der Bauchseite kein ausgeprägter Kamm (rudimentär bei C. brevicorne vorhanden), ein solcher tritt aber oft bei Furcifer auf.

## Vorkommen
Die Gattung Calumma ist auf Madagaskar endemisch. Als einzige Ausnahme galt die auf den Seychellen vorkommende Art C. tigris, die aber 2010 in die Gattung Archaius gestellt wurde. Die bereits 1865 beschriebene Gattung Archaius wurde dadurch wiederbelebt.
Es handelt sich ausschließlich um arboricole Arten, die bis jetzt nur in feuchten Gebieten nachgewiesen wurden. Calumma kommt bis in über 1900 m Höhe vor – ein weiteres Unterscheidungsmerkmal zu Furcifer; von den Arten dieser Gattung besiedelt nur F. campani diese Höhen. Mit wenigen Ausnahmen zeigen Calumma-Arten eine Präferenz für ungestörte Wälder.

## Systematik

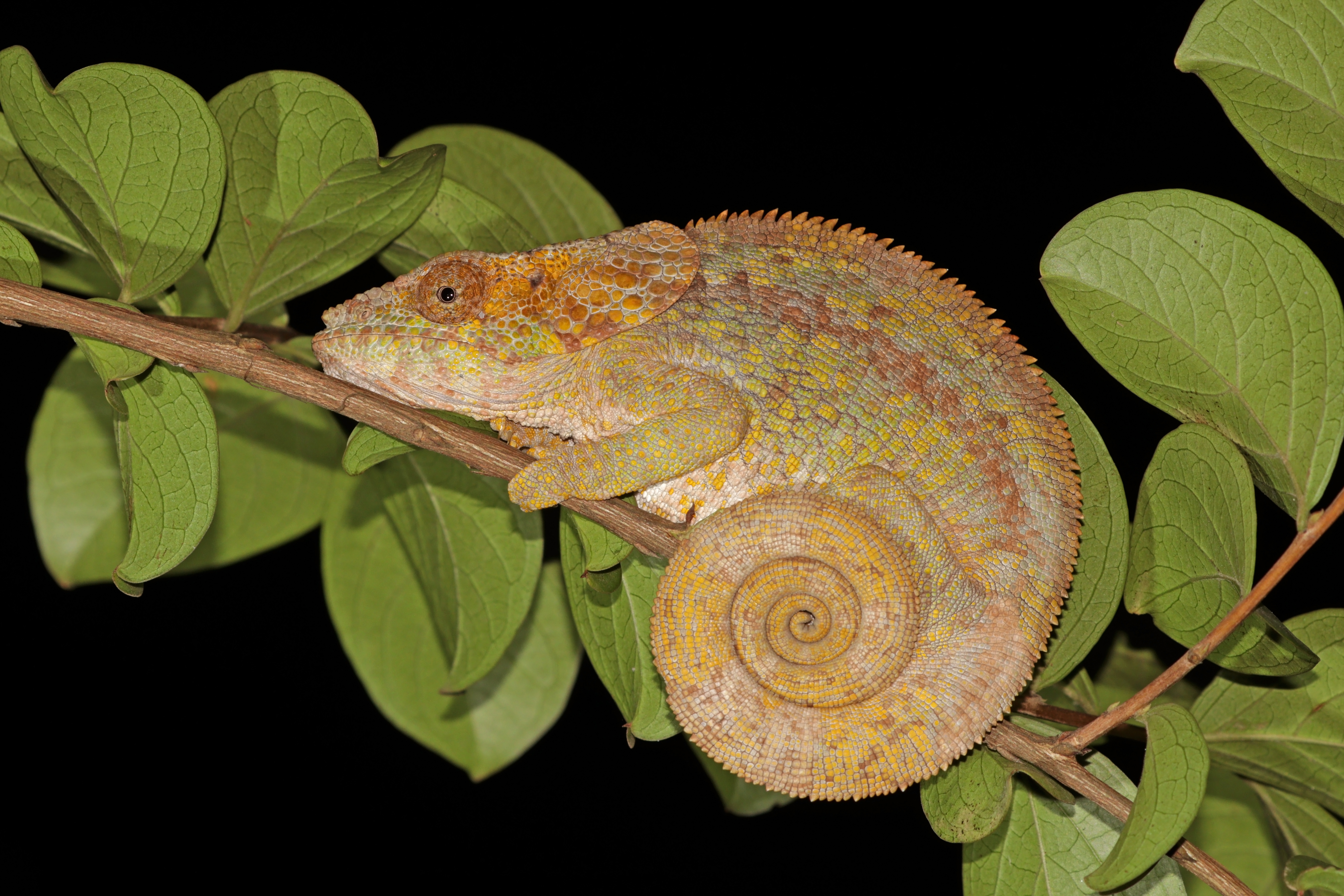
Kurzhorn-Chamäleon (Calumma brevicorne)

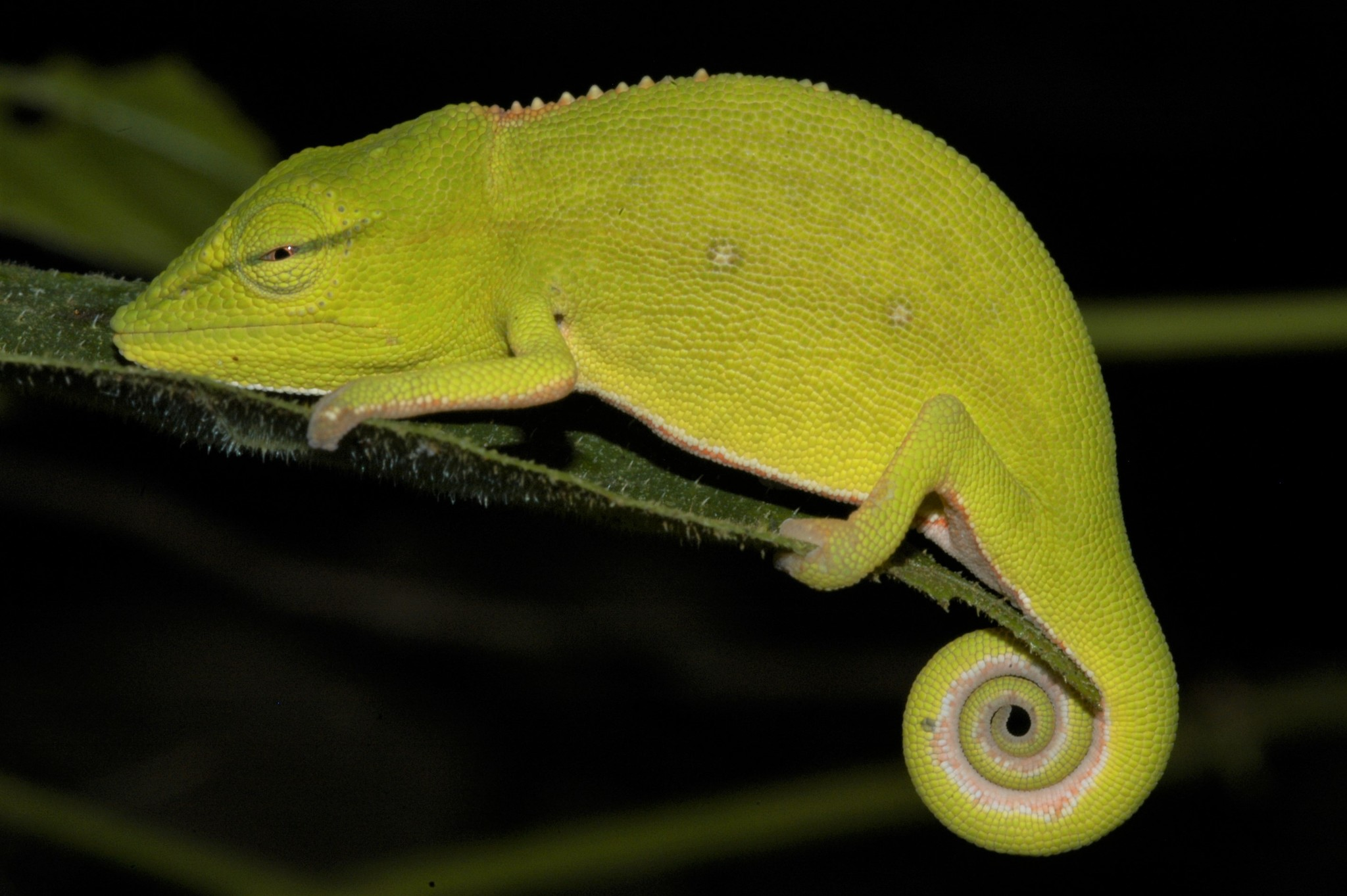
Calumma gastrotaenia

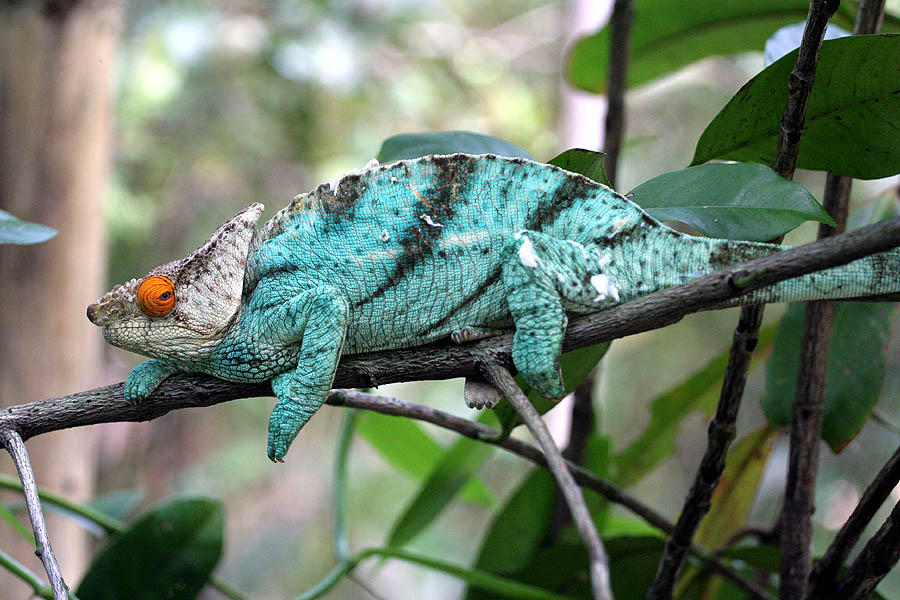
Parsons Chamäleon (Calumma parsonii)

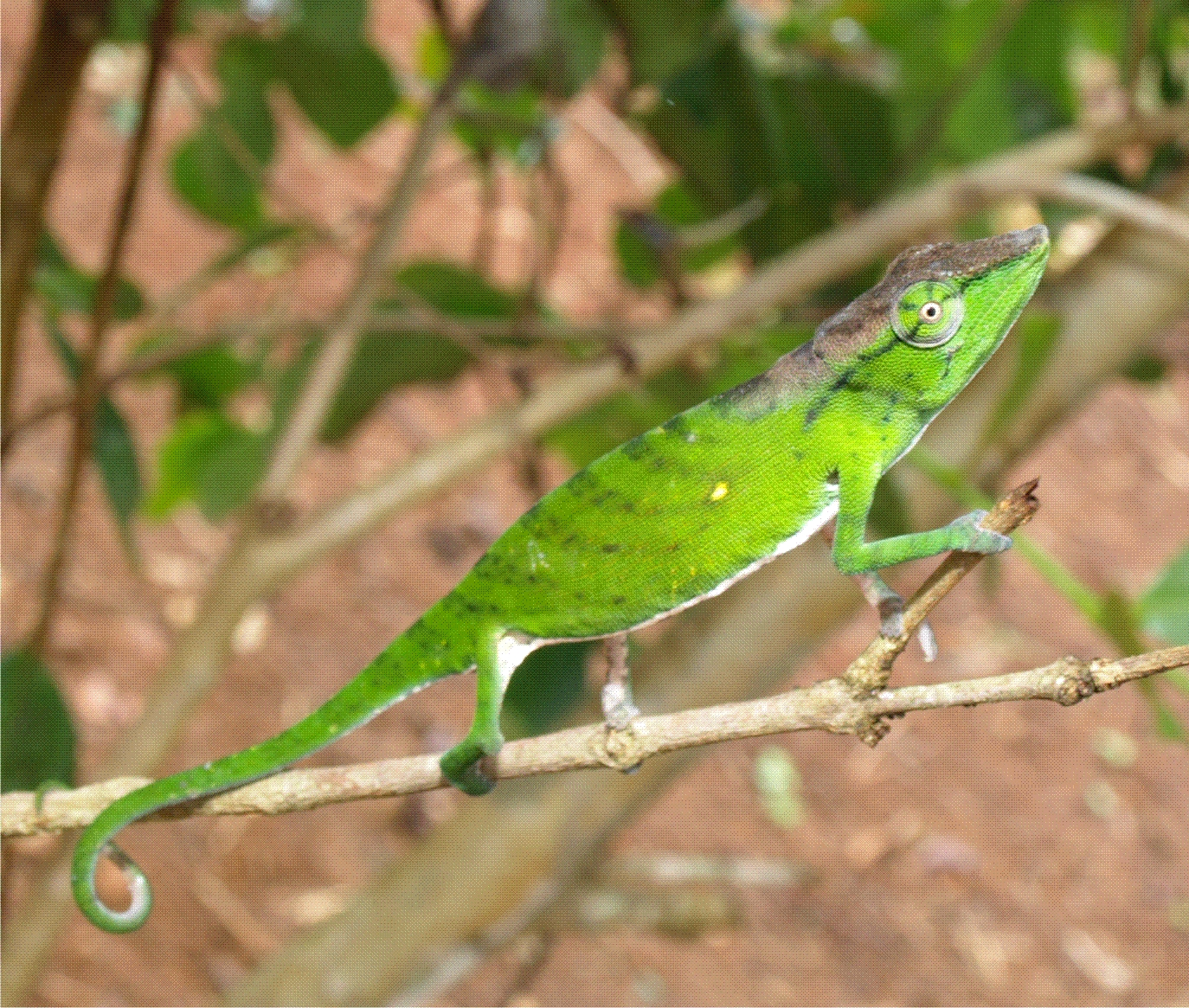
Tarzanchamäleon (Calumma tarzan)

Da der Gattungsname Calumma nicht mehr als weiblich, sondern als Neutrum betrachtet wird, haben sich einige Namensendungen verändert.
- Calumma amber Raxworthy & Nussbaum, 2006
- Calumma ambreense (Ramanantsoa, 1974)
- Calumma andringitraensis (Brygoo, Blanc & Domergue, 1972)
- Calumma boettgeri (Boulenger, 1888)
- Kurzhorn-Chamäleon (Calumma brevicorne (Günther, 1879))
- Calumma capuroni (Brygoo, Blanc & Domergue, 1972)
- Calumma crypticum Raxworthy & Nussbaum, 2006
- Calumma cucullatum (Gray, 1831)
- Calumma emelinae Prötzel, Scherz, Ratsoavina, Vences & Glaw, 2020[2]
- Calumma fallax (Mocquard, 1900)
- Calumma furcifer (Vaillant & Grandidier, 1880)
- Calumma gallus (Günther, 1877)
- Calumma gastrotaenia (Boulenger, 1888)
- Calumma gehringi Prötzel, Vences, Scherz, Vieites & Glaw, 2017
- Calumma glawi Böhme, 1997
- Calumma globifer (Günther, 1879)
- Calumma guibei (Hillenius, 1959)
- Calumma guillaumeti (Brygoo, Blanc & Domergue, 1974)
- Calumma hafahafa Raxworthy & Nussbaum, 2006
- Calumma hilleniusi (Brygoo, Blanc & Domergue, 1973)
- Calumma jejy Raxworthy & Nussbaum, 2006
- Calumma juliae Andreone, Prötz et al., 2018[3]
- Calumma lefona Andreone, Prötz et al., 2018[3]
- Calumma malthe (Günther, 1879)
- Calumma marojezense (Brygoo, Blanc & Domergue, 1970)
- Calumma nasutum (Duméril & Bibron, 1836)
- Calumma oshaughnessyi Günther, 1881
- Parsons Chamäleon (Calumma parsonii (Cuvier, 1824))
- Calumma peltierorum Raxworthy & Nussbaum, 2006
- Calumma peyrierasi (Brygoo, Blanc & Domergue, 1974)
- Calumma ratnasariae Prötzel, Scherz, Ratsoavina, Vences & Glaw, 2020[2]
- Tarzanchamäleon (Calumma tarzan Gehring, Pabijan, Ratsoavina, Köhler, Vences & Glaw, 2010)
- Calumma tjiasmantoi Prötzel, Scherz, Ratsoavina, Vences & Glaw, 2020[2]
- Calumma tsaratananense (Brygoo & Domergue, 1968)
- Calumma tsycorne Raxworthy & Nussbaum, 2006
- Calumma uetzi Andreone, Prötz et al., 2018[3]
- Calumma vatosoa Andreone, F. Mattioli, R. Jesu & J. E. Randrianirina, 2001
- Calumma vencesi Andreone, F. Mattioli, R. Jesu & J. E. Randrianirina, 2001
- Calumma vohibola Gehring, Ratsoavina, Vences & Glaw, 2011